# Ibn Hisham
Abū Muhammad ʿAbd al-Malik ibn Hishām ibn Ayyūb al-Himyarī, noto come Ibn Hishām  (in arabo أبو محمد عبد الملك ابن هشام بن أيوب الحميري‎?) (Bassora, ... – Egitto, 8 maggio 833), è stato uno storico arabo;  curatore della prima biografia del profeta Maometto (di Ibn Isḥāq), vanta il merito di aver trasmesso ai posteri il più antico testo arabo dopo il Corano.

## Biografia
Nato da una famiglia d'origine sud-arabica (del Hadramawt), trasferitasi poi a Bassora e quindi in Egitto, Ibn Hishām è noto per l'ampio rimaneggiamento della Sīrat nabawiyya (Vita del Profeta) di Ibn Isḥāq.
Tale adattamento eliminò vari passaggi dell'opera originaria di Ibn Isḥāq: gli episodi sulla dimensione del tutto umana della vita di Maometto, assieme a lati marginali della sua condotta, non rientravano nel modo in cui – per i lettori musulmani – Ibn Hishām voleva celebrare il profeta.
Perciò, non si trattava di censura, quanto dell'intento di proporre Maometto quale modello di vita e di virtù per tutti i musulmani (esortandoli dunque alla imitatio Muhammadis – come la definiranno gli orientalisti).
Eppure, fortunatamente, alcuni episodi stralciati da Ibn Hishām sono sopravvissuti in opere storiche di grande rilievo e diffusione, quali gli Annali di Ṭabarī; il che permette di apprezzare lo spessore storico di Ibn Isḥāq.
In ultimo, bisogna riconoscere che l'originale della Sīra sarebbe rimasto alquanto misconosciuto senza l'adattamento di Ibn Hishām; di fatto, la sua versione acquisterà in breve tempo una popolarità e un'amplissima diffusione, fino a oggi mantenutesi inalterate.
In merito alla sua diffusione, è degna di menzione la traduzione inglese curata da Alfred Guillaume (1955) per la Oxford University Press .